# Pla del Remei (barri de València)
El Pla del Remei és un barri pertanyent al districte de l'Eixample de la ciutat de València. L'Ajuntament de València identifica el barri amb el codi 2.2. Es tracta d'un dels barris més representatius de l'eixample valencià. Durant el franquisme, el Pla del Remei era part de la coneguda com a "Zona Nacional", per ser on vivien les classes més afins al règim.

## Geografia

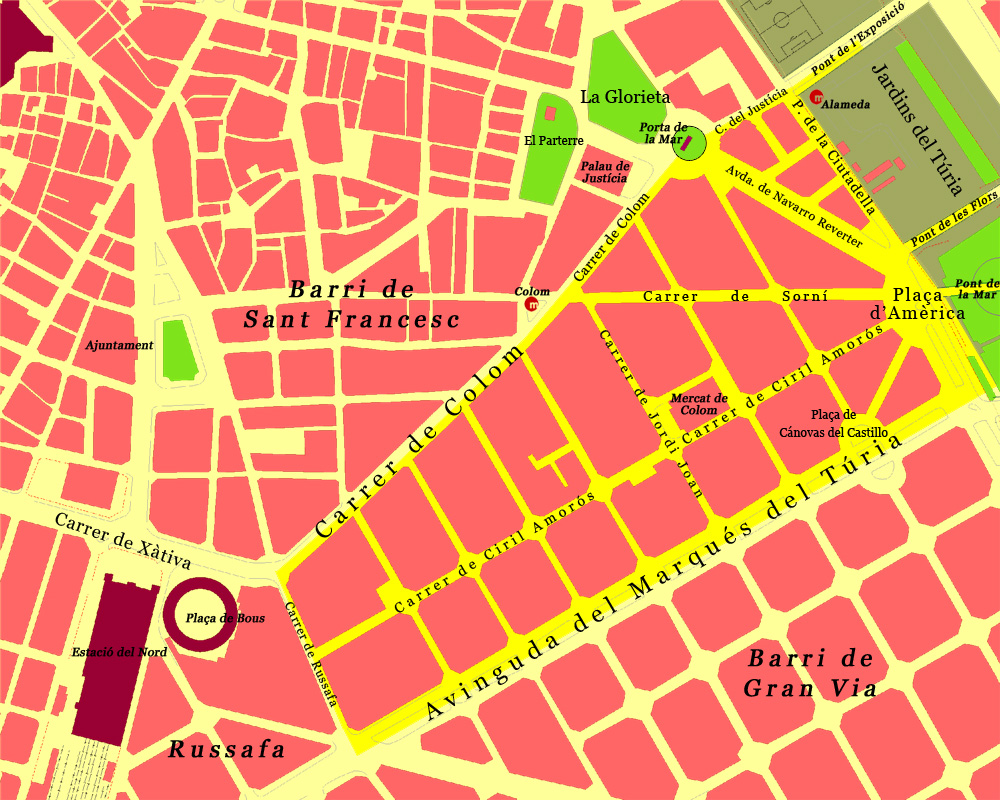
Plànol del barri

El barri del Pla del Remei està situat al centre de la ciutat, limita al nord amb els barris de Sant Francesc i la Xerea (al districte de Ciutat Vella), per l'oest amb Mestalla (al districte del Pla del Real), pel sud amb el barri de Gran Via i per l'oest amb el de Russafa (ambdós al mateix districe de l'Eixample). Va del carrer de Colom al nord fins a la Gran Via del Marqués del Túria al sud, a l'ample va del carrer de Russafa a l'oest fins al Jardí del Túria a l'est.

### Urbanisme

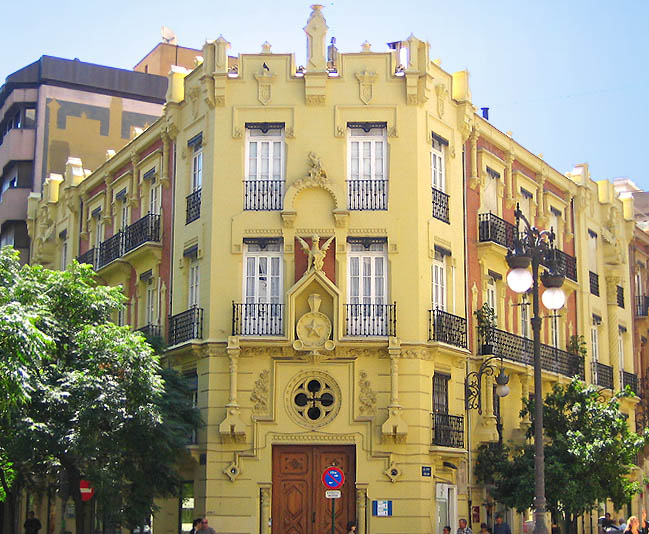
Edifici del Nord

Les edificacions, d'estil modernista són el patrimoni més valuós amb el que compta el barri amb un gran nombre de finques d'estil modernista i senyorial, destacant entre totes aquestes el Mercat de Colom, obra de l'arquitecte valencià Francesc Mora i autor també del disseny de l'Eixample.
Altres monuments destacats són:
Edificis d'habitatges
- Casa Ortega, a la Gran Via Marqués del Túria nº 9, d'estil modernista en la línia Art Nouveau obra de l'arquitecte Manuel Peris Ferrando.
- Casa de les Creus, al carrer Fèlix Pizcueta nº 3, d'estil modernista en la línia medievalista fantàstica, obra de l'arquitecte José M. Cortina.
- Edifici Ferrer, al carrer de Ciril Amorós nº 29, obra de Vicent Ferrer Pérez.
- Edifici dels Dracs o Edifici Nord, a la cantonada entre els carrers Sorní i Jorge Juan, de José M. Cortina i també d'estil modernista en la línia medievalista fantàstica.
- Palau de la Comtessa de Bunyol, al carrer d'Isabel la Catòlica nº 8, d'estil historicista rococó del mestre d'obres Vicente Alcayne, de 1906.
- Casa Albacar, al carrer Grabador Esteve nº 4, representatiu de l'eclecticisme afrancesat, de 1911.
- Casa Santoma, al carrer Grabador Esteve nº 14, també d'estil francés i de l'arquitecte Vicente Rodríguez, de 1924.
- Casa Peris, al carrer de Ciril Amorós nº 74, edifici modernista amb elements de l'art nouveau i de la sezessión vienesa de l'arquitecte Carlos Carbonell, de 1913.
- Edifici Cortina, al carrer Sorní nº 24, edifici medievalista construït en l'any 1905 per l'arquitecte José M. Cortina.

Esglésies
Els edificis religiosos d'estil neogòtic que s'insereixen perfectament en el traçat, com l'Església de Sant Joan i Sant Vicent (en Isabel la Catòlica, 13), realitzada segons projecte de José Calvo Tomás de 1897, o l'església dels Dominics (en Ciril Amorós, 56), projectada per Joaquín Mª Arnau en 1906.

## Història
El barri del Pla del Remei fou construït després de l'enderrocament de les muralles de la ciutat l'any 1868. Aquest tram de l'Eixample valencià que es desenvolupà en primer lloc ja a finals del segle xix, i és on s'aconsegueix una vertadera rectangularitat de la seua trama.

## Demografia
| Població | 12.437 | 9.682 | 8.100 | 7.354 | 6.845 | 7.118 | - |

## Transports

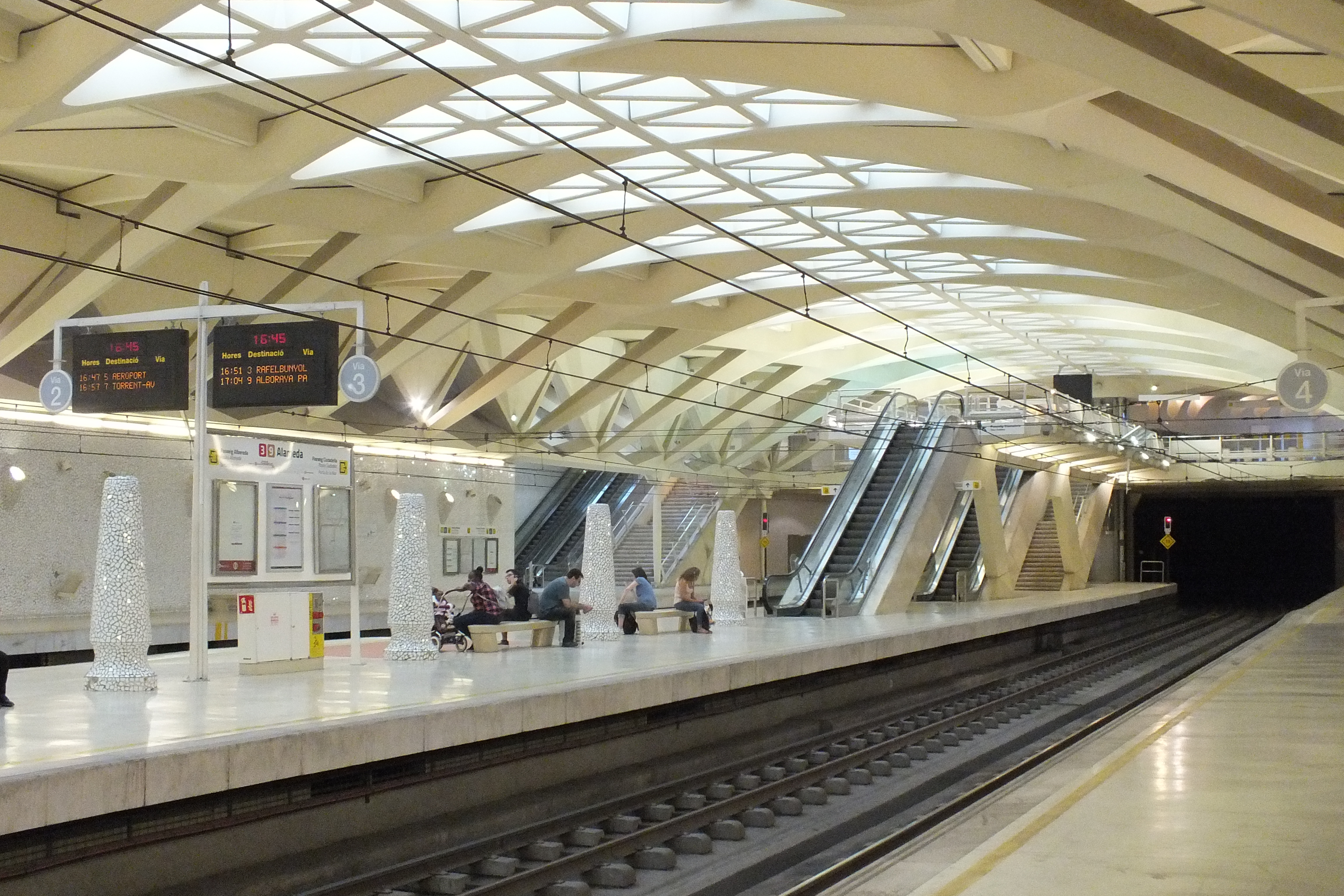
Estació dAlameda

- Ferrocarrils de la Generalitat Valenciana (FGV)
  - Colón - Alameda
- Empresa Municipal de Transports de València (EMT)
  - Línia 4 - Línia 6 - Línia 7 - Línia 8 - Línia 10 - Línia 13 - Línia 14 - Línia 15 - Línia 19 - Línia 24 - Línia 25 - Línia 35 - Línia 40 - Línia 80 - Línia 92 - Línia 93 - Línia 94 - Línia 95 - Línia N1 - Línia N7 - Línia N9